# 新莊保元宮
25°02′17″N 121°27′35″E / 25.0380629°N 121.459661°E
新莊保元宮，位於臺灣新北市新莊區中正路143號的廟宇，主奉池府王爺與哪吒太子，俗稱「太子宮」、「王爺公廟」、「王爺宮」等，日治時期重修，定名「保元宮」。

## 廟史

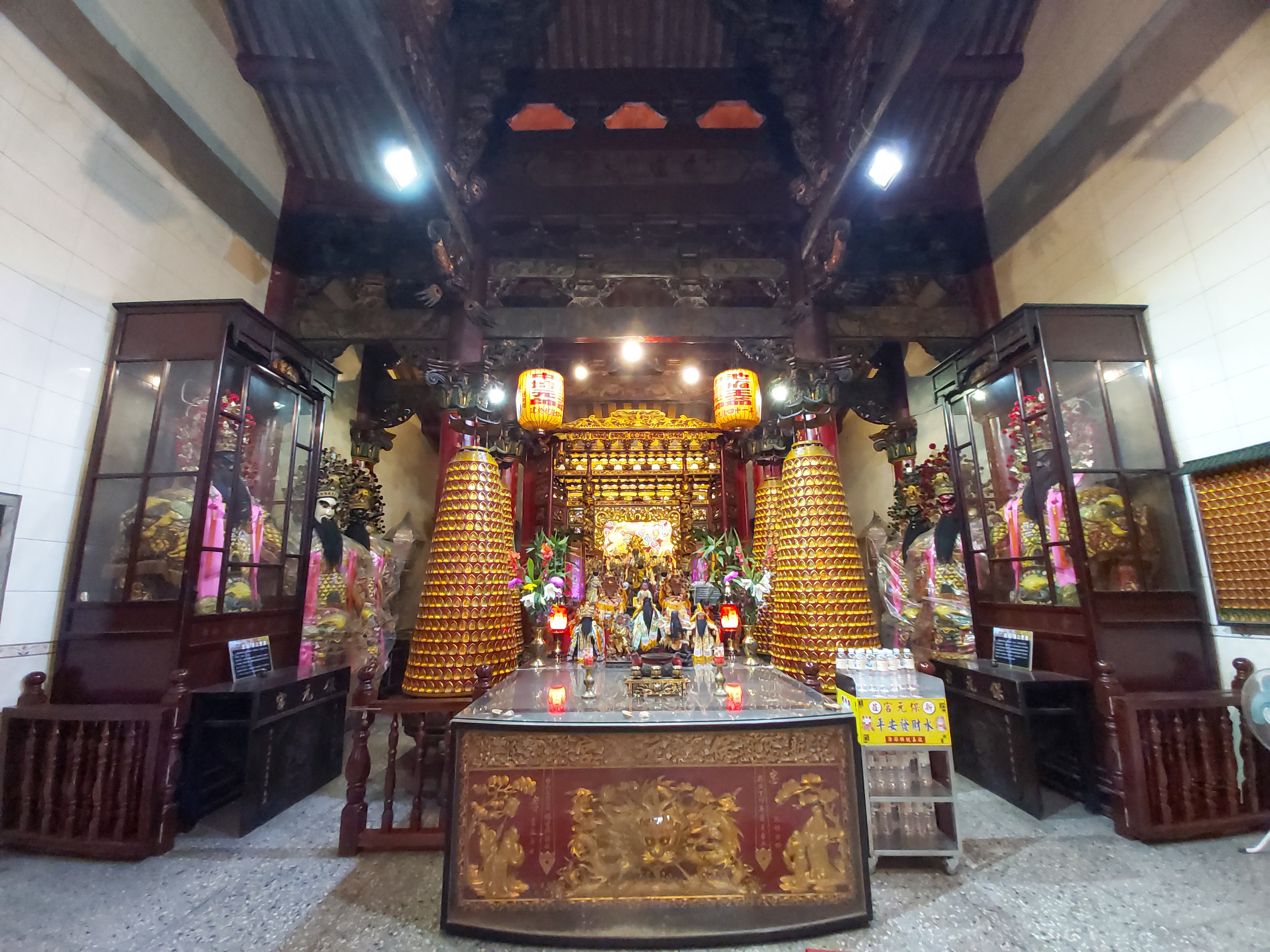
正殿室內

據說古時有池府王爺王船漂流至大漢溪，池王爺託夢告知鄉民，願幫助抵抗水患。清乾隆四十一年（1776年），渡船業者在茄苳腳（今日大漢橋旁）建造小廟，奉祀守護神池府王爺，祈求港運平安。時稱「王爺公廟」。

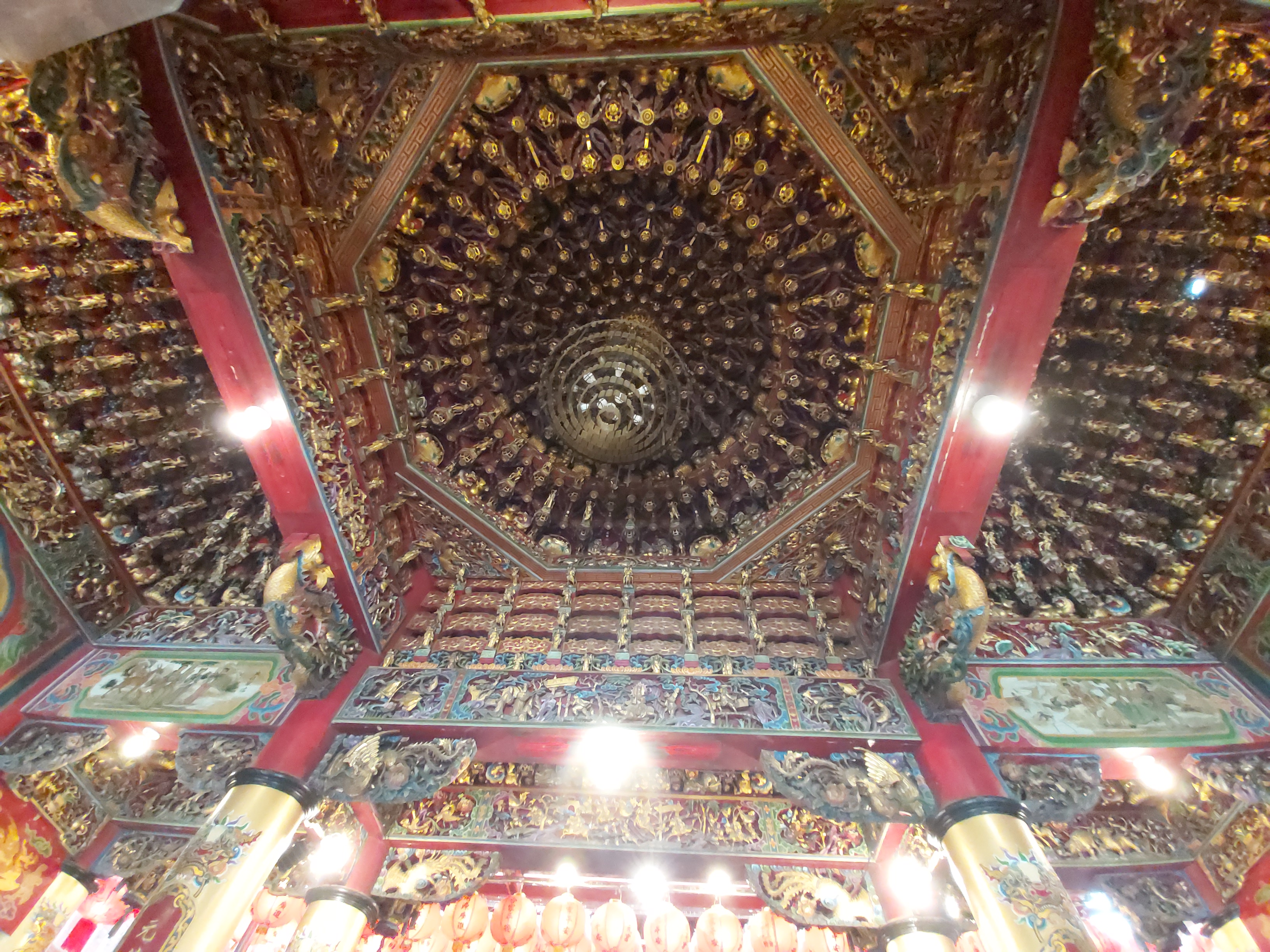
三川殿藻井
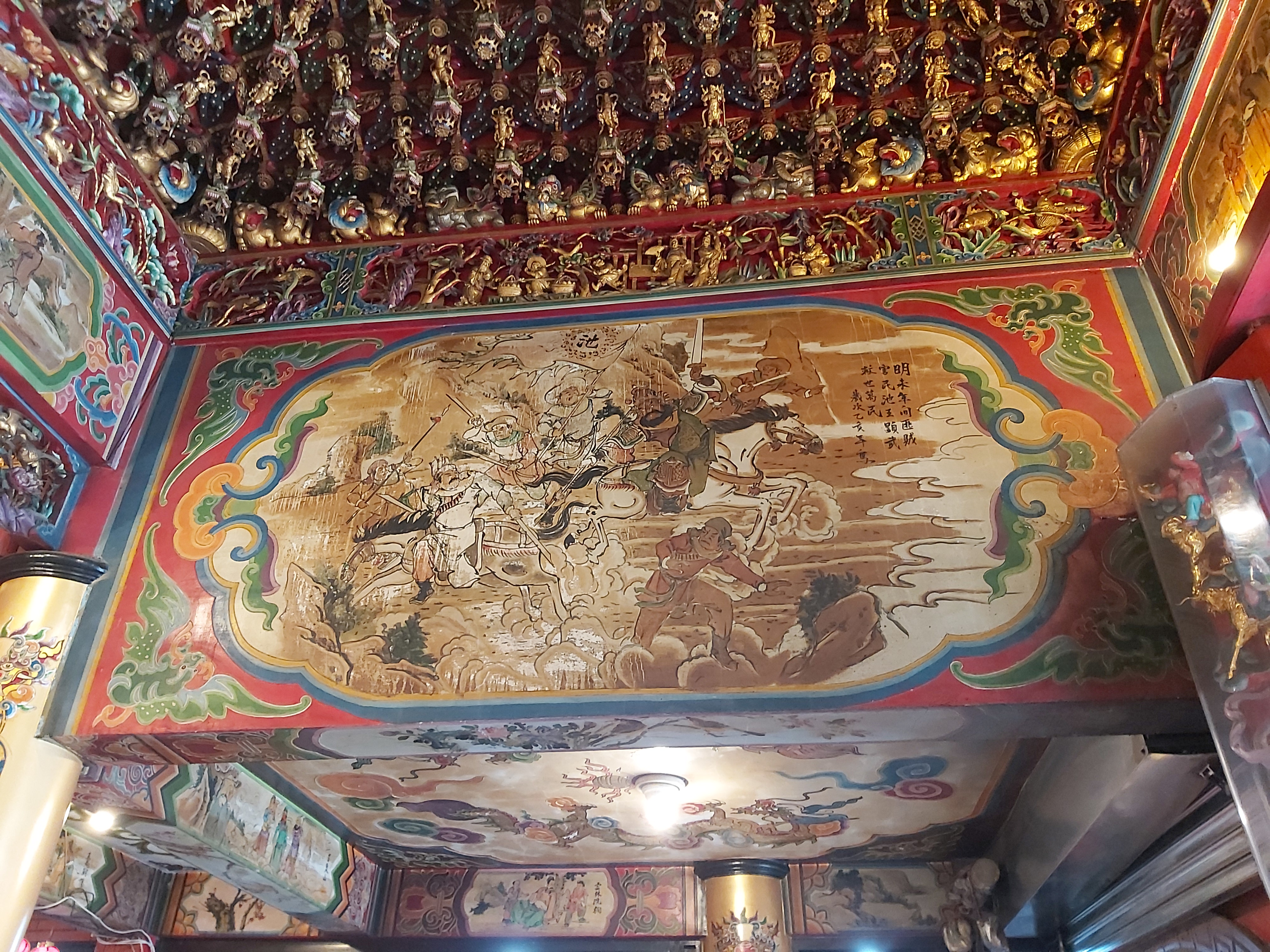
天花板彩繪
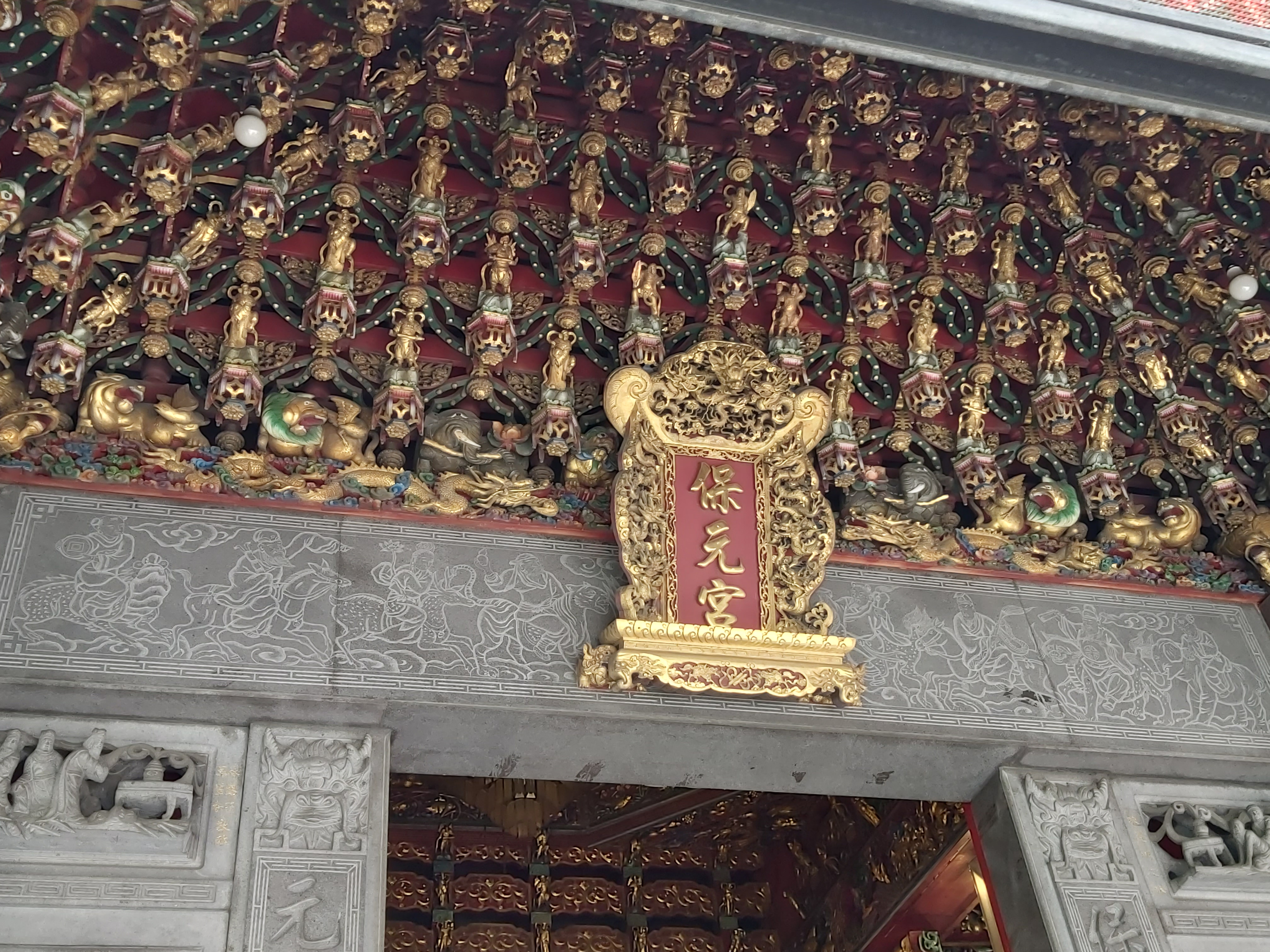
匾額

## 祀神

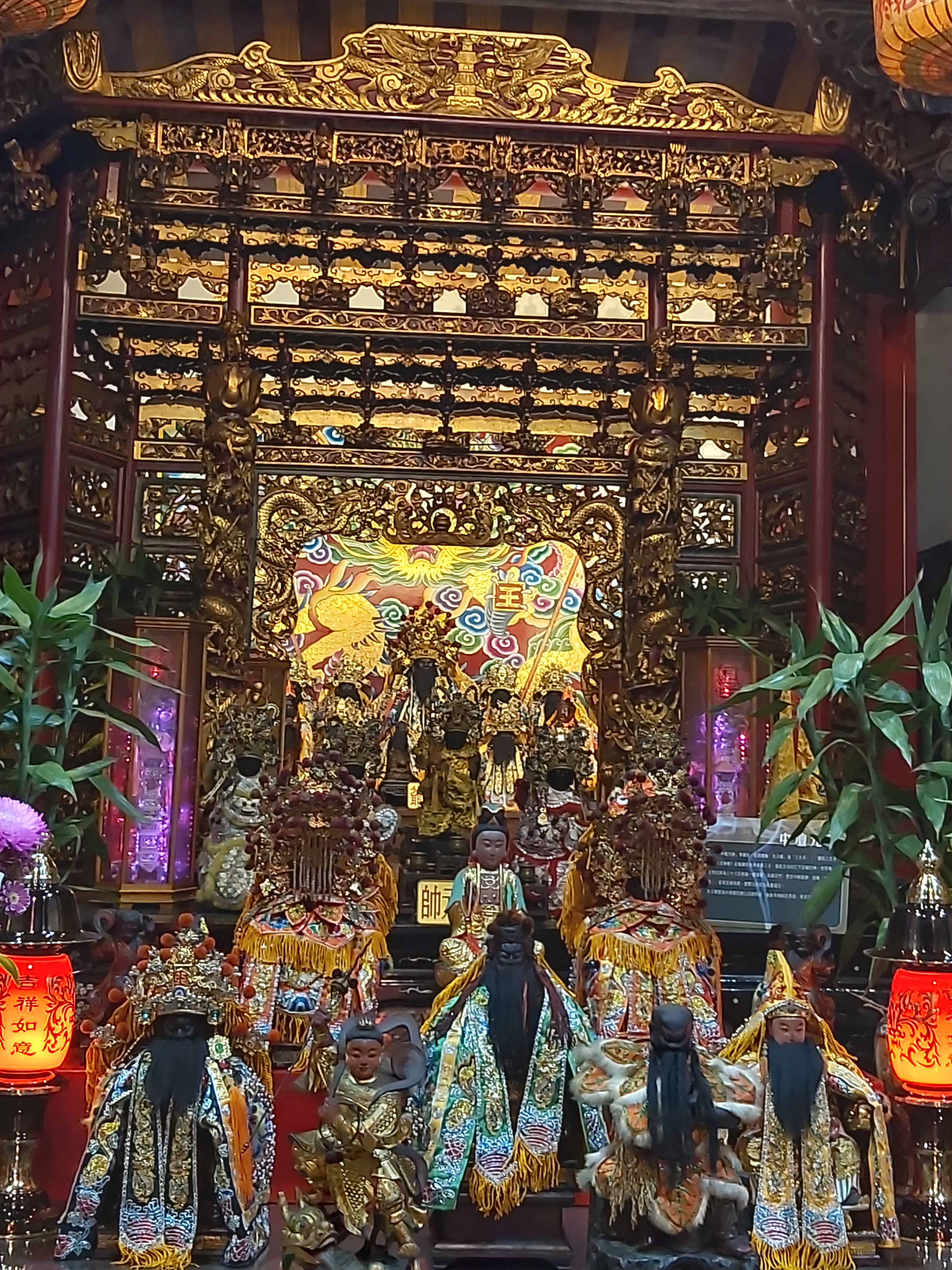
保元宮正殿神龕

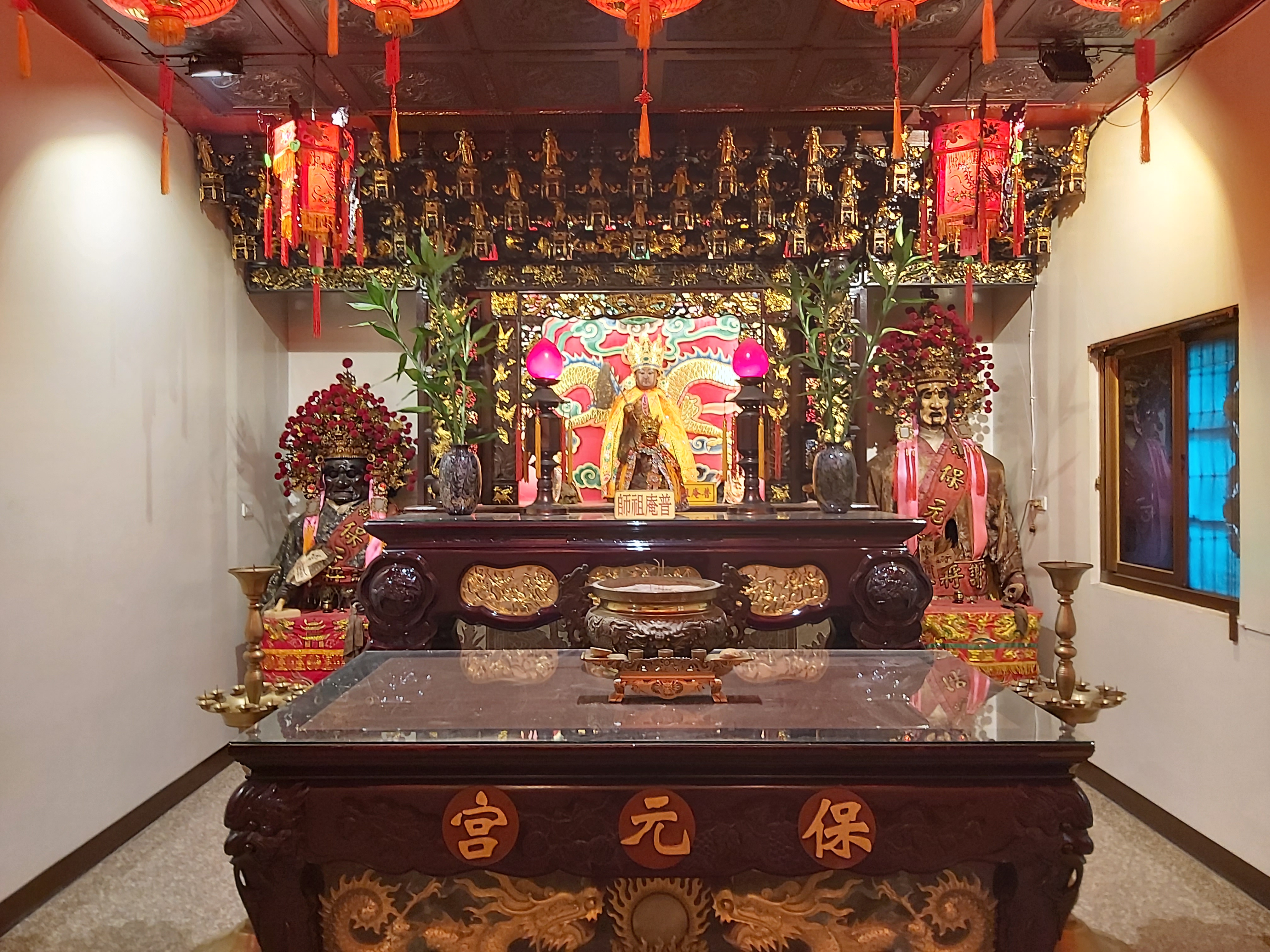
普庵祖師殿

主祀哪吒太子、池府王爺。配祀普庵祖師、地藏菩薩、月老星君、註生娘娘、福德正神、虎爺 。

##### 哪吒太子
本廟原本並未奉祀哪吒太子，後才增奉，在清末時期，本廟的哪吒太子已經與池府王爺同為主神。主要有幾種說法。
- 第一，新莊某年大水災，正當鄉民搶救家當時，發現水中有一神像，閃耀金光。定睛一看卻是哪吒太子，於是請來奉祀於「王爺公廟」。

- 第二，本地的碼頭工人都以哪吒太子為主神，時常在碼頭祭祀，後才請至「王爺公廟」與王爺同奉祀。

- 第三，有位唐山（中國大陸）人將其奉祀的哪吒太子神像送給當地碼頭工人，從此本地碼頭工人才開始奉祀哪吒太子。

- 第四，一位唐山法師奉請哪吒太子神尊來臺，並在新莊設草庵奉祀，在唐山法師要回去時，神尊變得非常重，乃至無法搬運，經過擲筊請示，神意想要留在臺灣，保佑竹仔市的碼頭工人，後來到保元宮與池府王爺一同顯化。

- 第五，是前四種說法的綜合版，來自於耆老的口述，一位唐山法師帶著一尊哪吒太子神像來臺，並因此尊太子神像非常靈驗而聞名，故法師藉由此神像為人辦法事以糊口。一次新莊水災，太子神像漂流，閃耀光芒，被竹仔市的碼頭工人拾起，奉祀在碼頭一陣子，後來又奉請到保元宮奉祀。法師得知後，趕到廟中想要取回神像，原先信徒們是同意「神歸原主」的，但此時神像變得非常重，法師搬不動。一些信徒因此認為神明想留在本廟，為了留下奉祀，就刁難那位唐山法師，叫法師擲筊來証明神像屬於他，但因擲不到聖筊，因此法師只好選擇回去唐山。信徒們並因此集資給予法師盤纏，並又雕了一尊分靈的太子神像給予法師，而原本的太子神像留在廟內，而本廟也因此開始以太子為主神為民眾辦法事[2]。

##### 普庵祖師
據說往昔廟方曾經聘有一位普庵派法師，該法師奉祀普庵祖師，替人消災、擇日，解除禁忌。後因普庵禪師降乩指示要加入保元宮，故在保元宮一同奉祀。

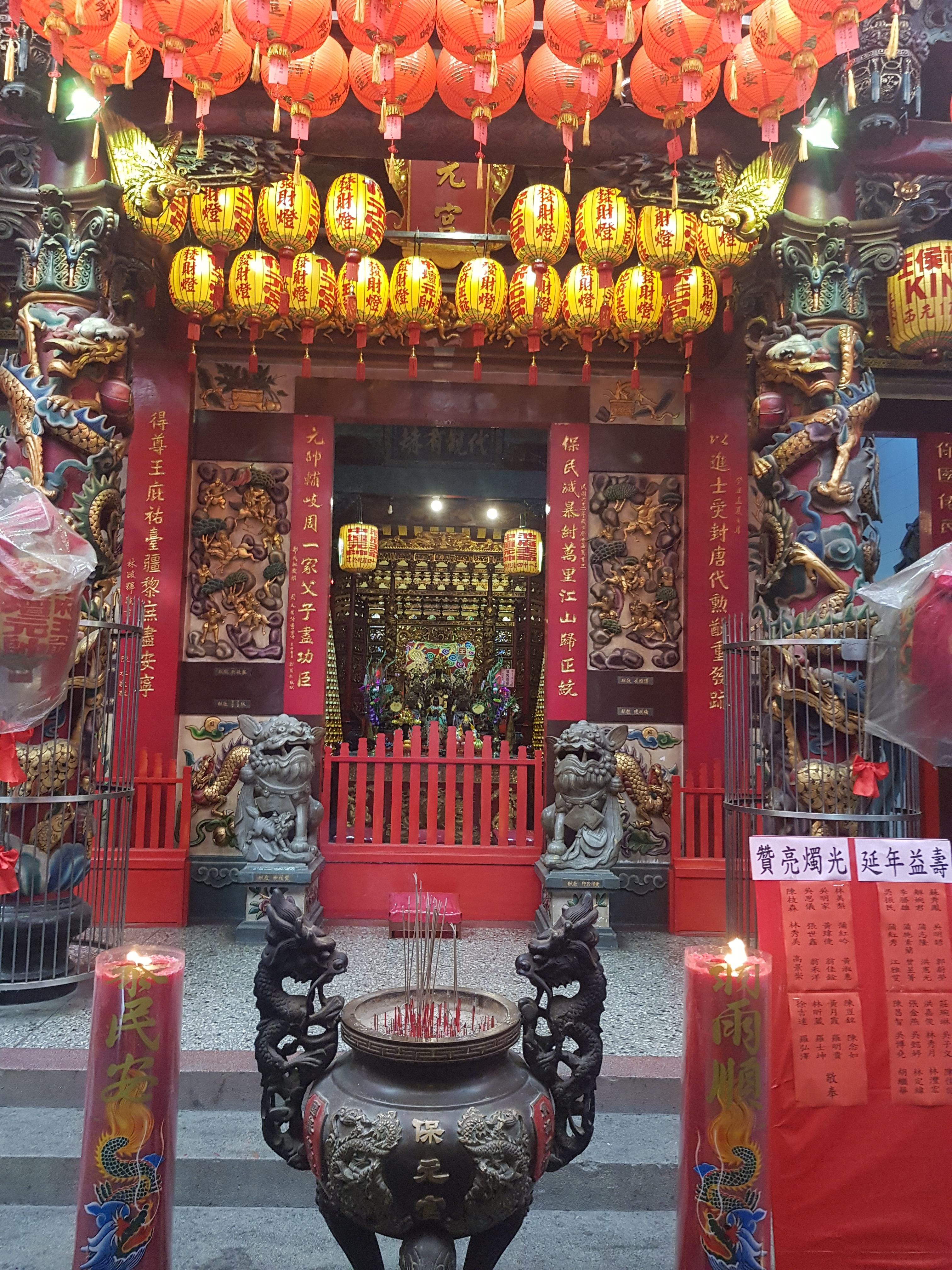
正殿外觀
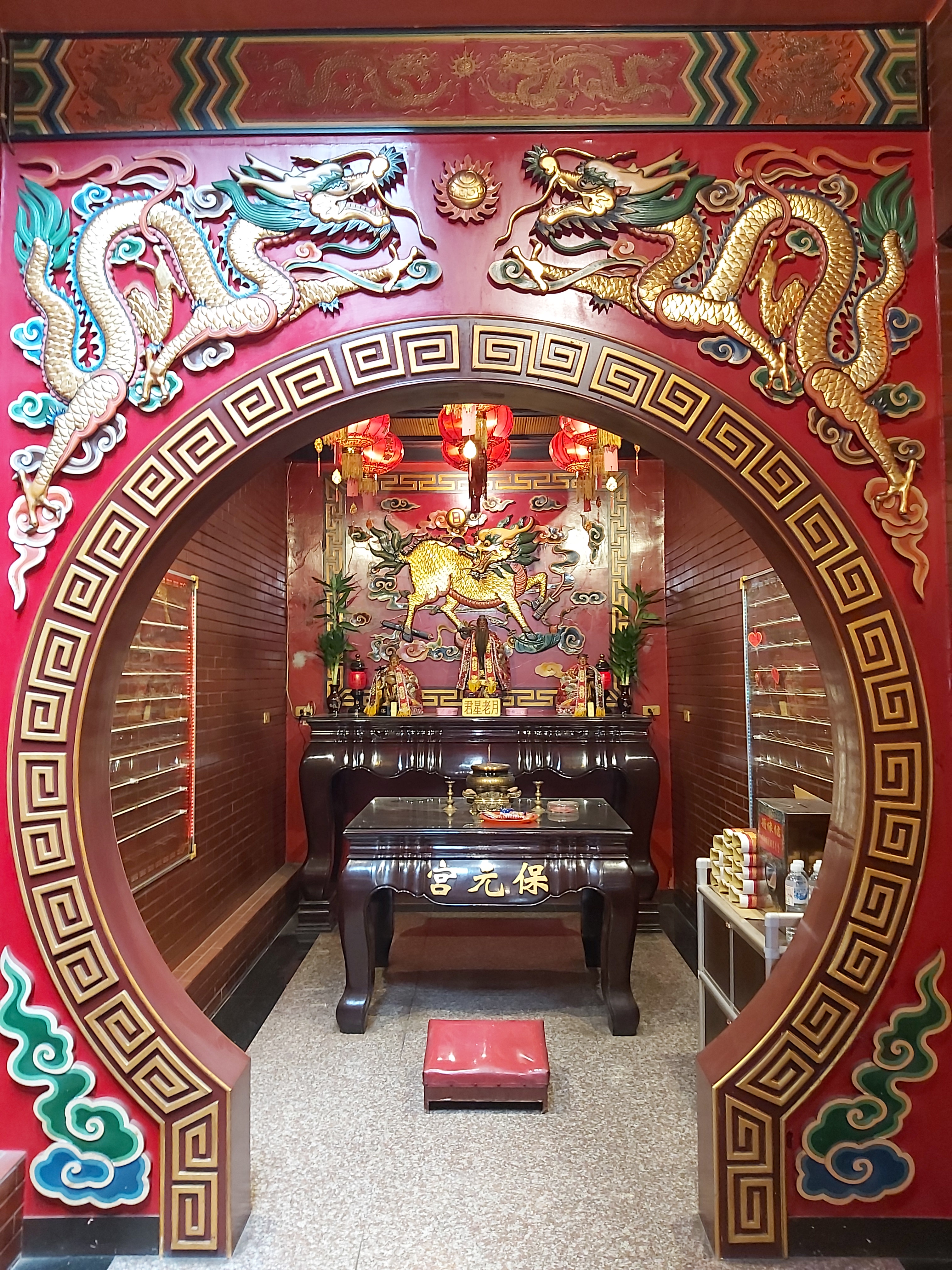
月老殿
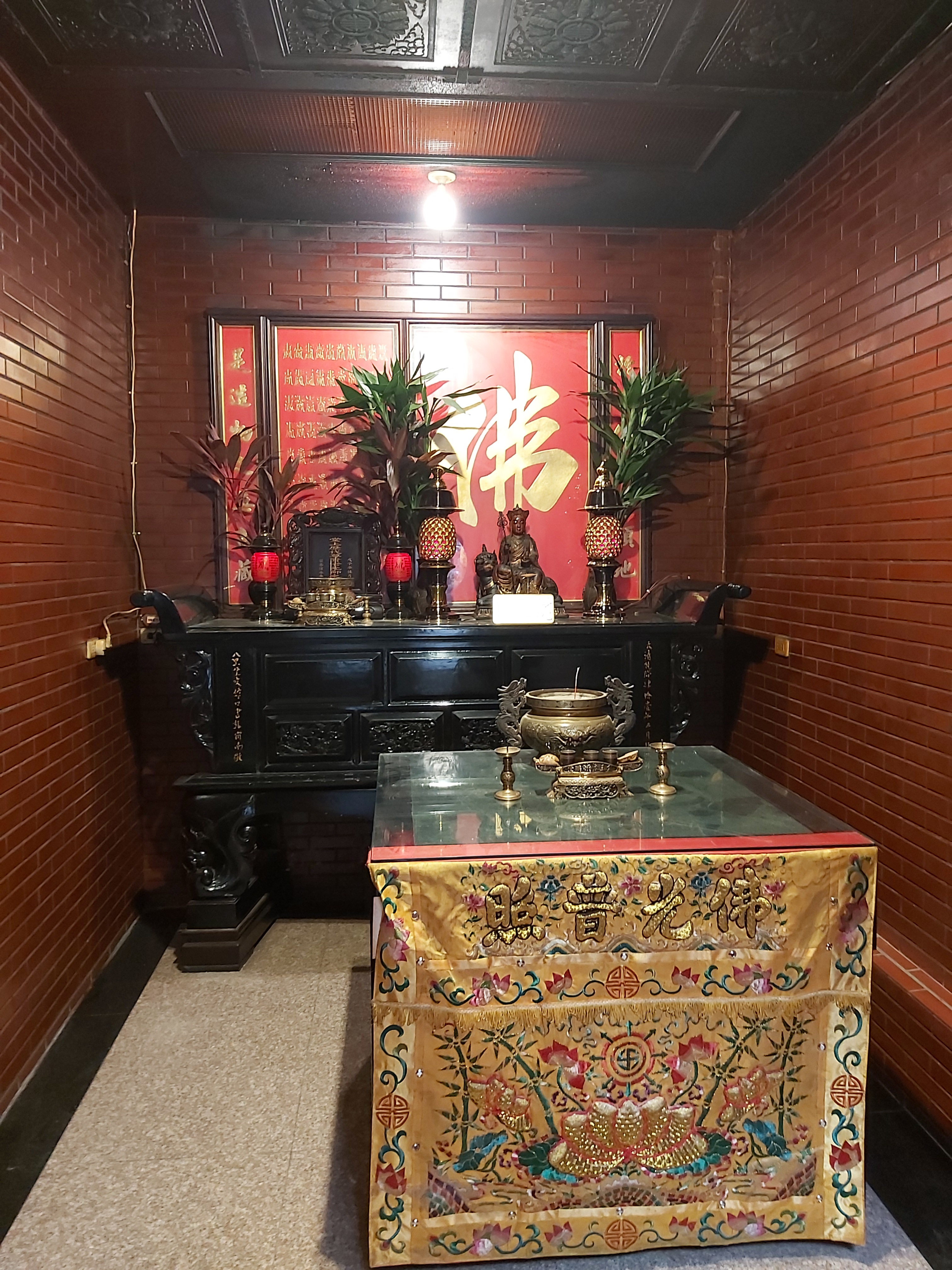
地藏王菩薩與歷代先賢神位

## 文化資產

### 弄過火
農曆九月初九日中壇元帥聖誕當天舉行，俗稱「弄過火」之過火儀式。其特色在於不同其他地方使用金紙之「過金火」，「弄過火」擇食維持傳統，使用椰炭與檀香粉做為火堆之主要基底，民間信仰稱為「過炭火」，頗具典範性。
2013年公告指定為新北市文化資產。 

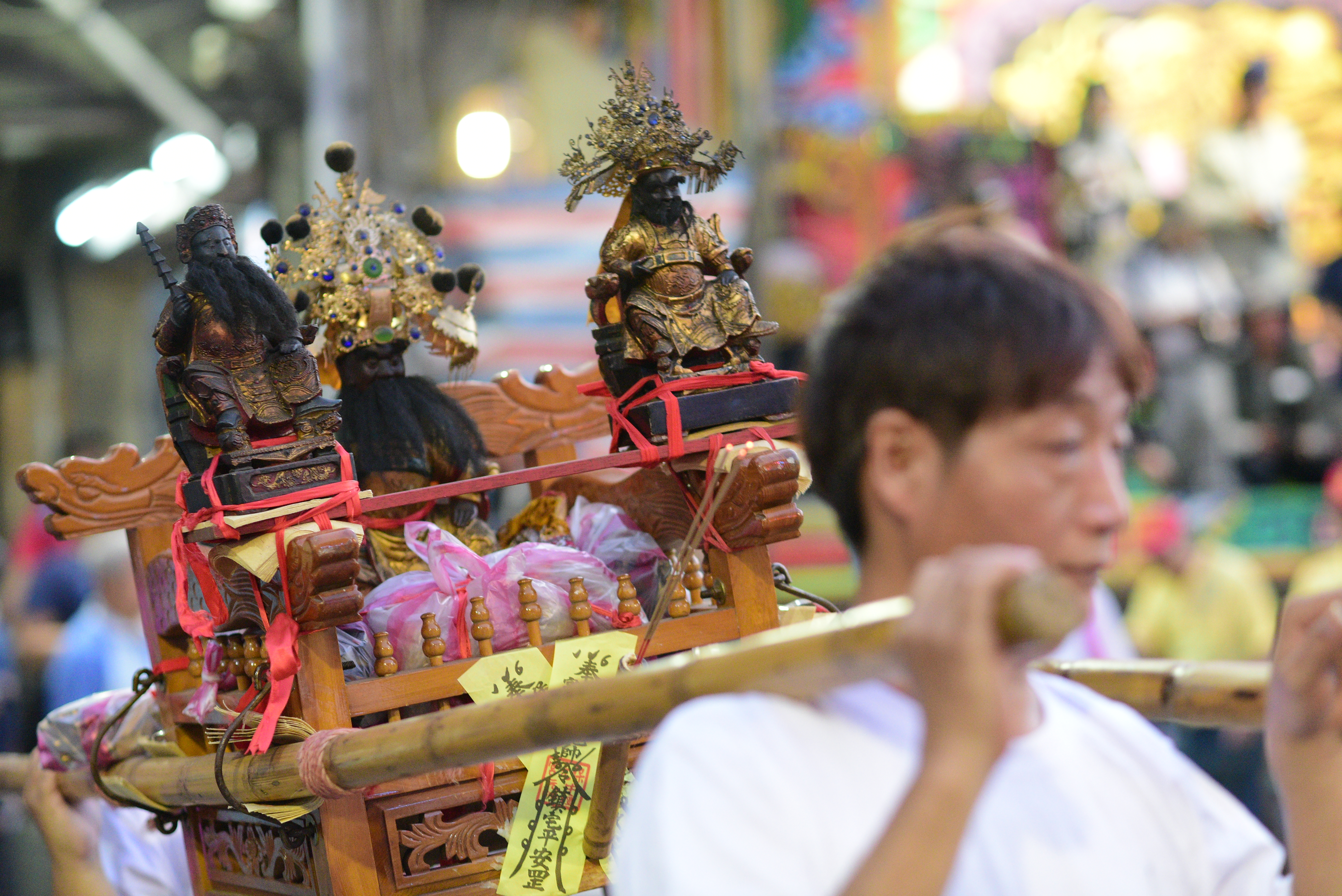
池府王爺端坐神輦之中，準備弄過火儀式
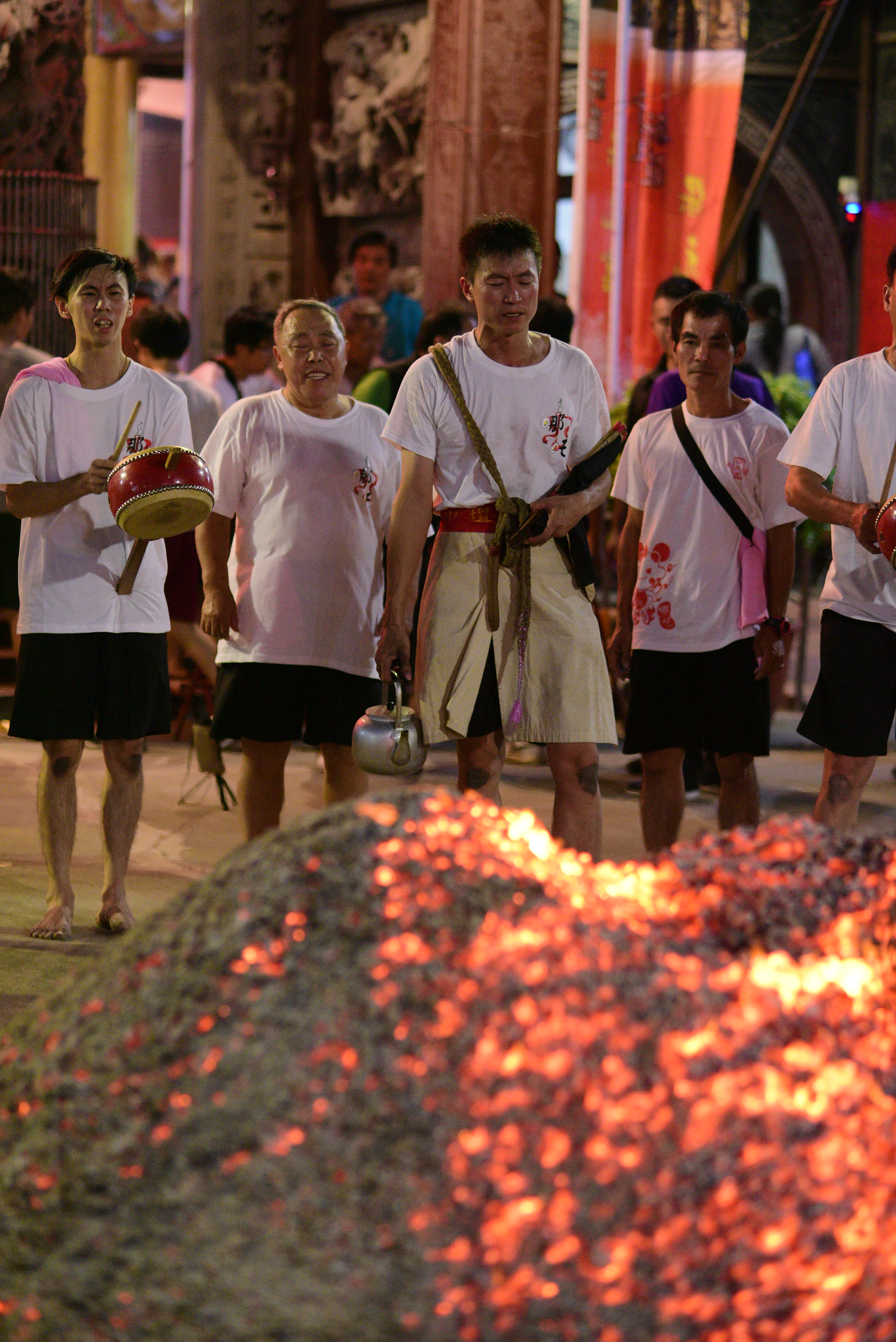
法師持咒
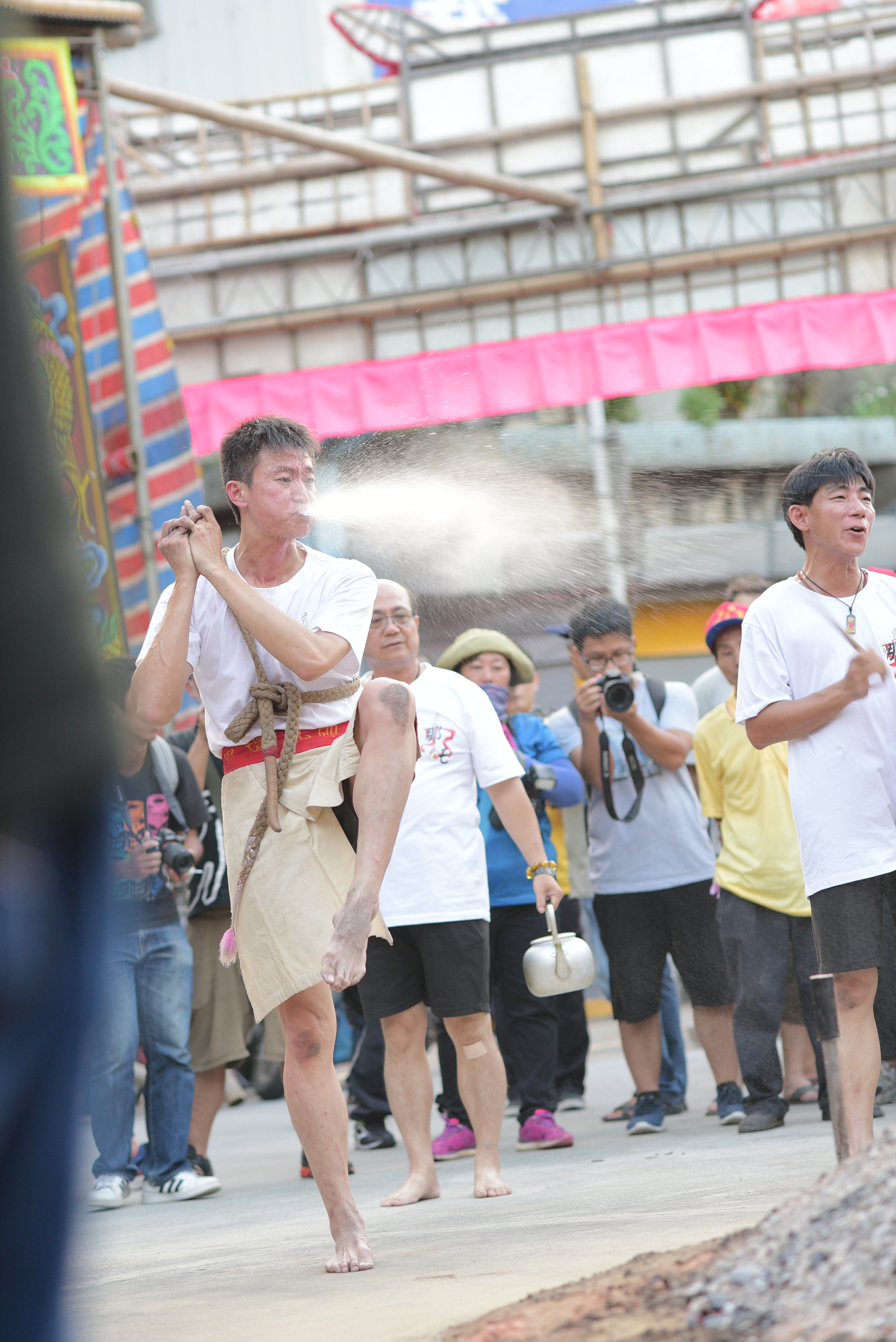
法師向弄過火場地噀水，清淨場域
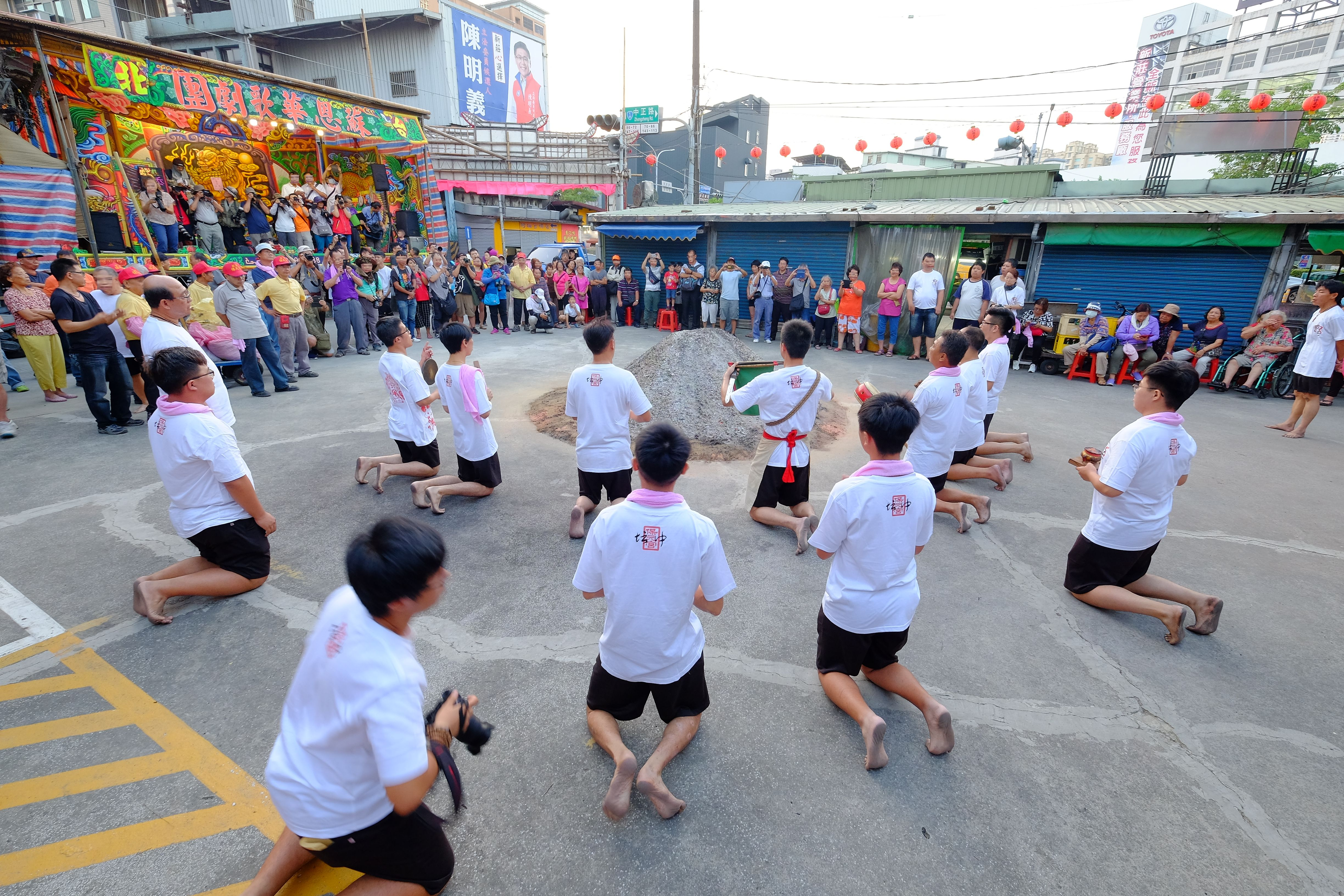
法師群持誦法咒，祈請雪山大聖與觀音佛祖降臨，護佑過火隊伍安全無虞
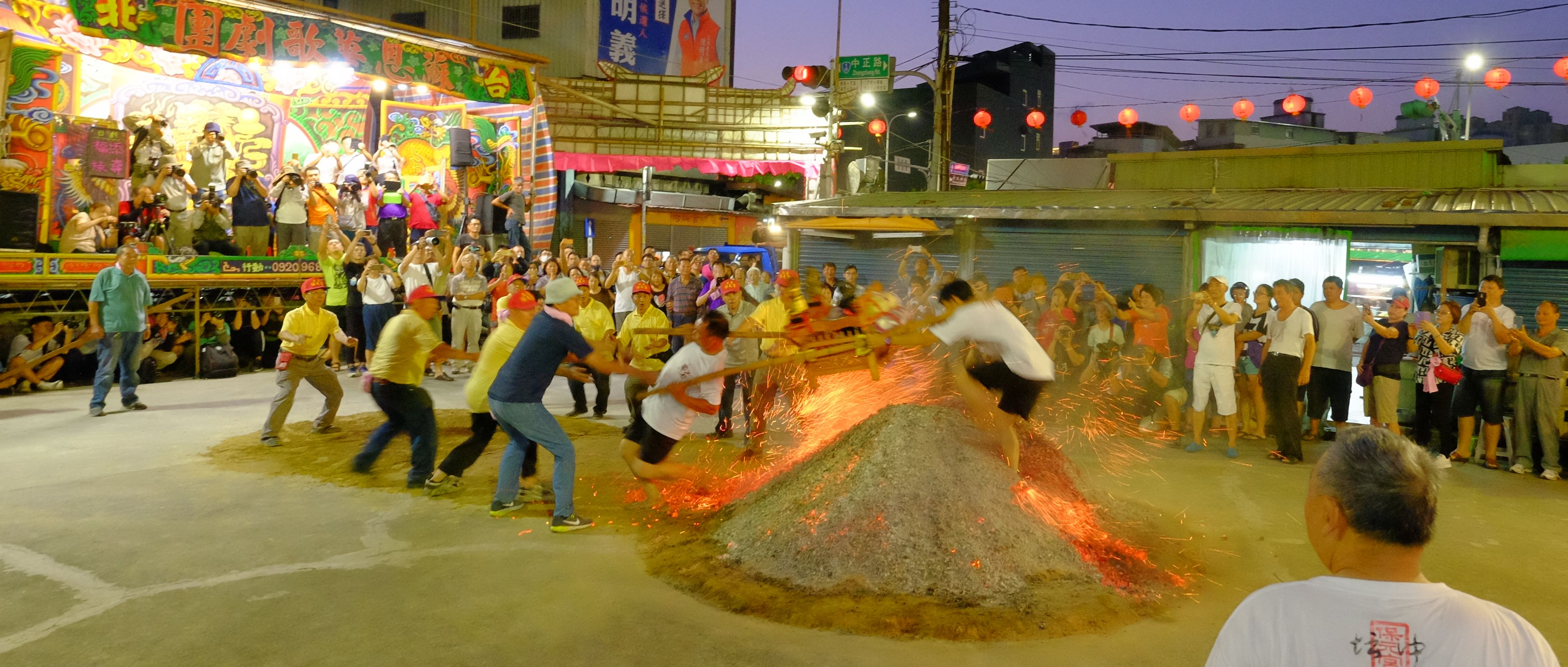
神輦衝過火堆

### 淡分憲示禁-嚴禁截流塞狹圳道碑
清道光17年（西元1837年）淡水撫民同知婁雲立碑告示，嚴禁永安圳管下各佃戶任意毀汴截流、擲物塞狹，藉端爭較；並應依約定按甲立汴，按分送水。

## 特色

##### 戲劇
《女兵日記女力報到》《追分成功》於本廟取景拍攝

##### 發行桌曆
新莊保元宮、樹林濟安宮、土城德天宮三間宮廟透過信徒美妝搬運工、小凱美妝、幸福草本園、巴黎小姐、閃亮寶貝、AUN防臭襪等六家商號之捐獻與設計，聯合出版了臺灣第一本農曆的小型桌曆，免費發放給信眾。不同於臺灣多數以西曆為綱目，此為第一本農曆的桌曆，同時也是一本行銷曆，並附上宮廟中神明的聖誕千秋日與宮廟大印，廟方執事稱該桌曆由神明加持，不但有看日期記事的實用功能，還可以攜帶或鎮宅，具有保平安的效果。

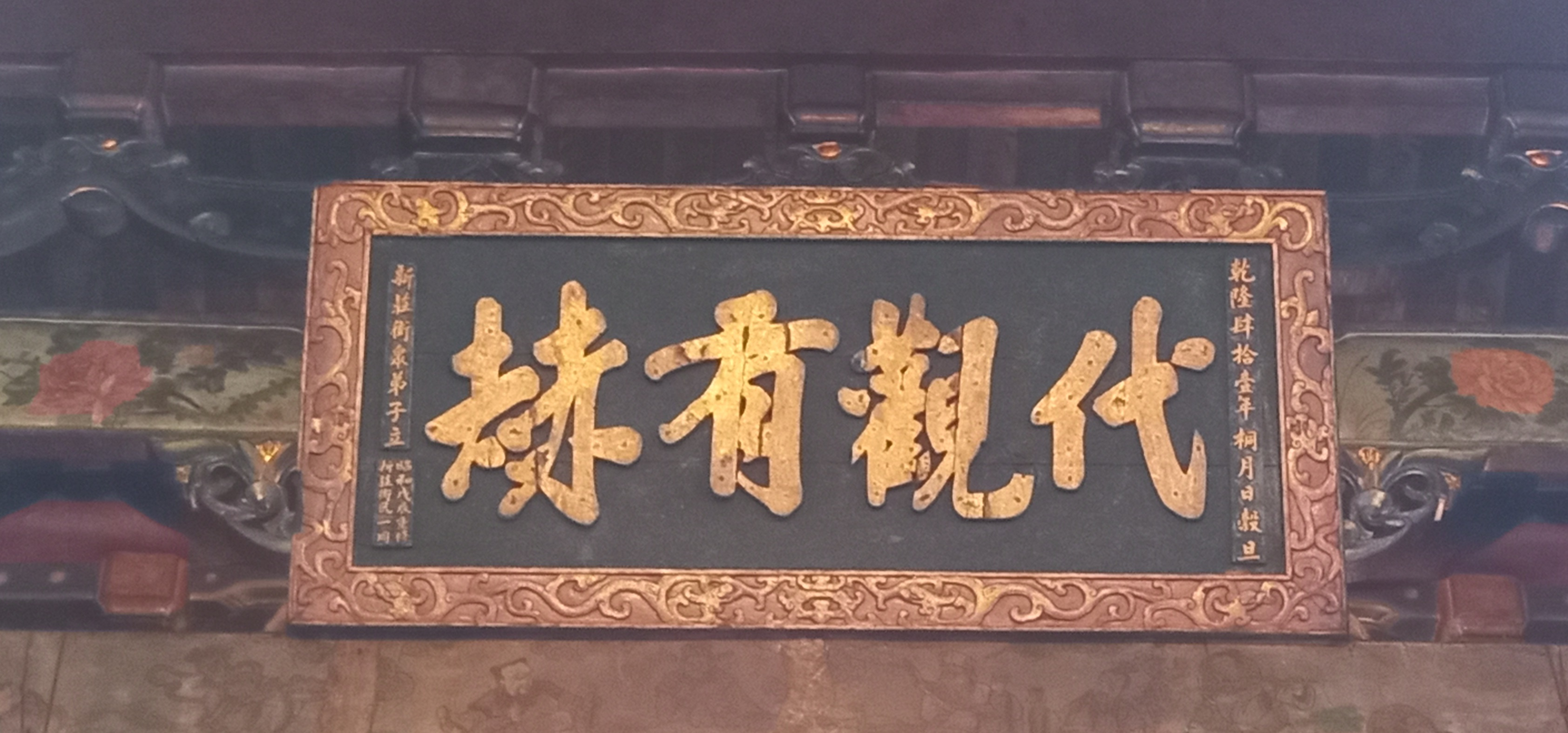
清乾隆四十一年匾額「代觀有赫」

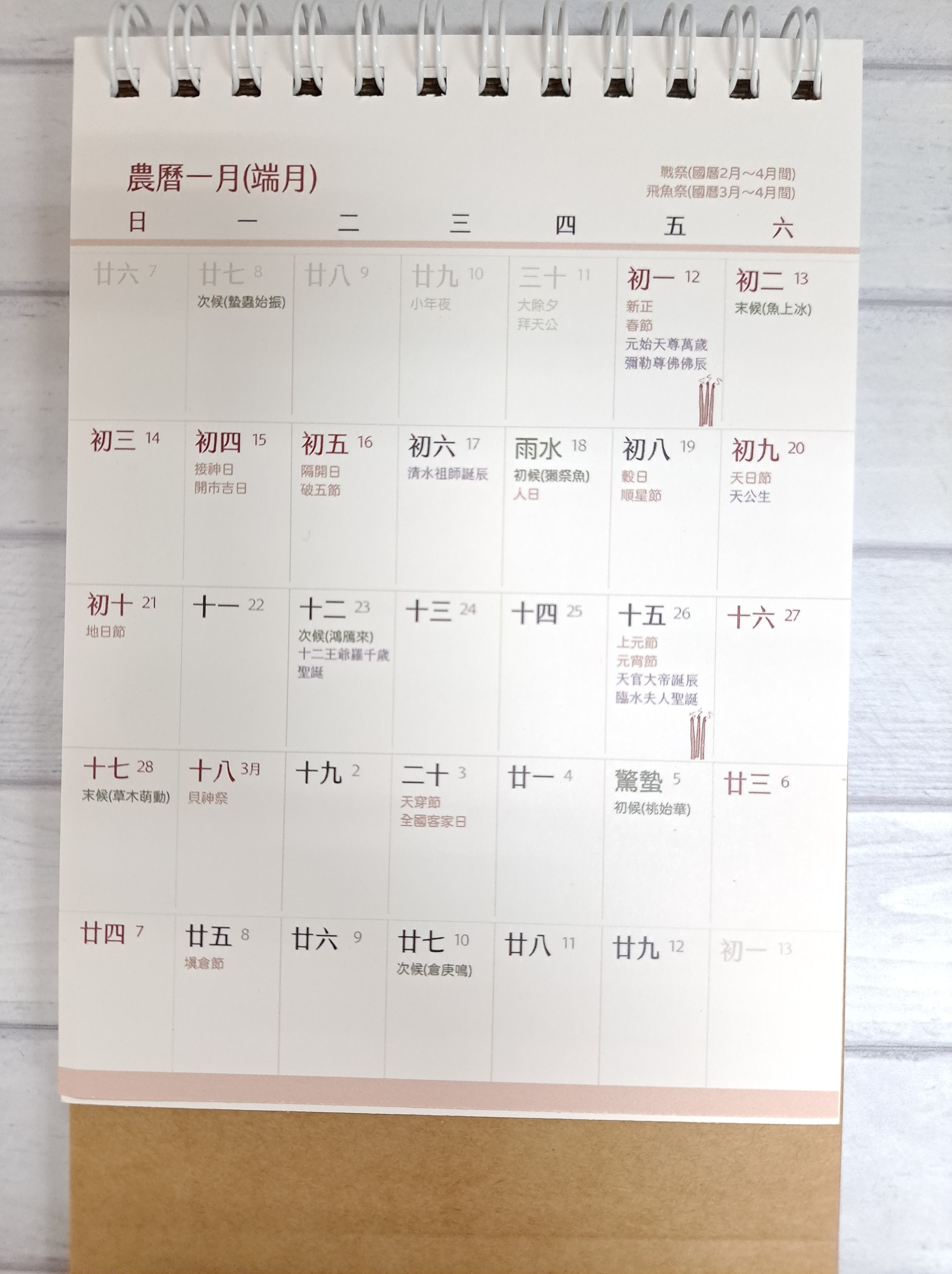
正月
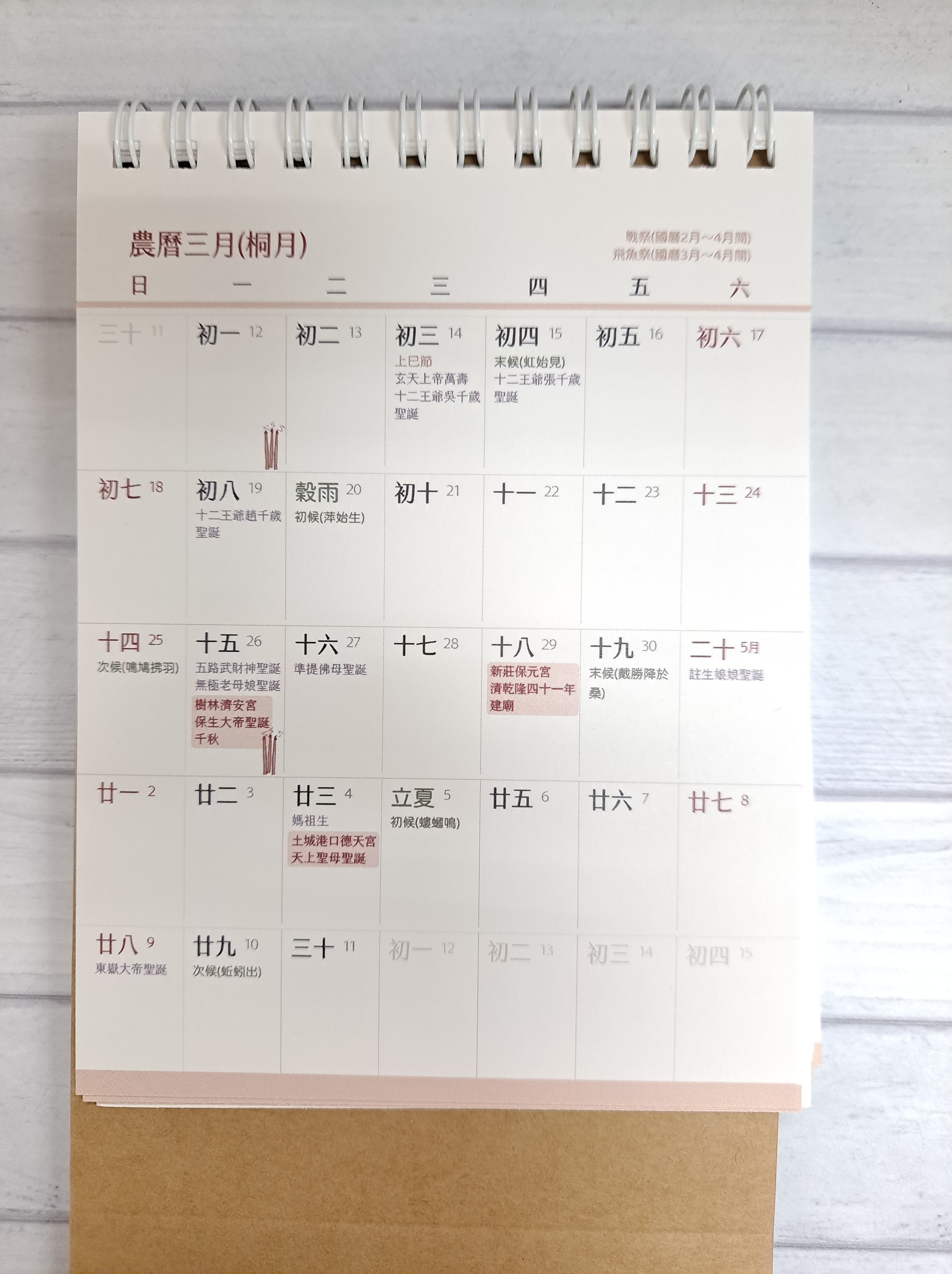
三月